# Qorān Qālū
Qorān Qālū (persiska: قُران تالار, قُران تالَر, Qorān Tālār, قران قالو) är en ort i Iran.   Den ligger i provinsen Mazandaran, i den norra delen av landet, 140 km nordost om huvudstaden Teheran. Qorān Qālū ligger 118 meter över havet och antalet invånare är 440.
Terrängen runt Qorān Qālū är kuperad söderut, men norrut är den platt. Qorān Qālū ligger nere i en dal. Runt Qorān Qālū är det ganska glesbefolkat, med 34 invånare per kvadratkilometer. Närmaste större samhälle är Bālā Sar Rost, 18,8 km nordväst om Qorān Qālū. I omgivningarna runt Qorān Qālū växer i huvudsak blandskog.